# Bauska (novads)
Bauska (en letton : Bauskas novads) est une municipalité de Lettonie, située dans la région de Sémigalie, dont le chef-lieu est Bauska.

## Géographie

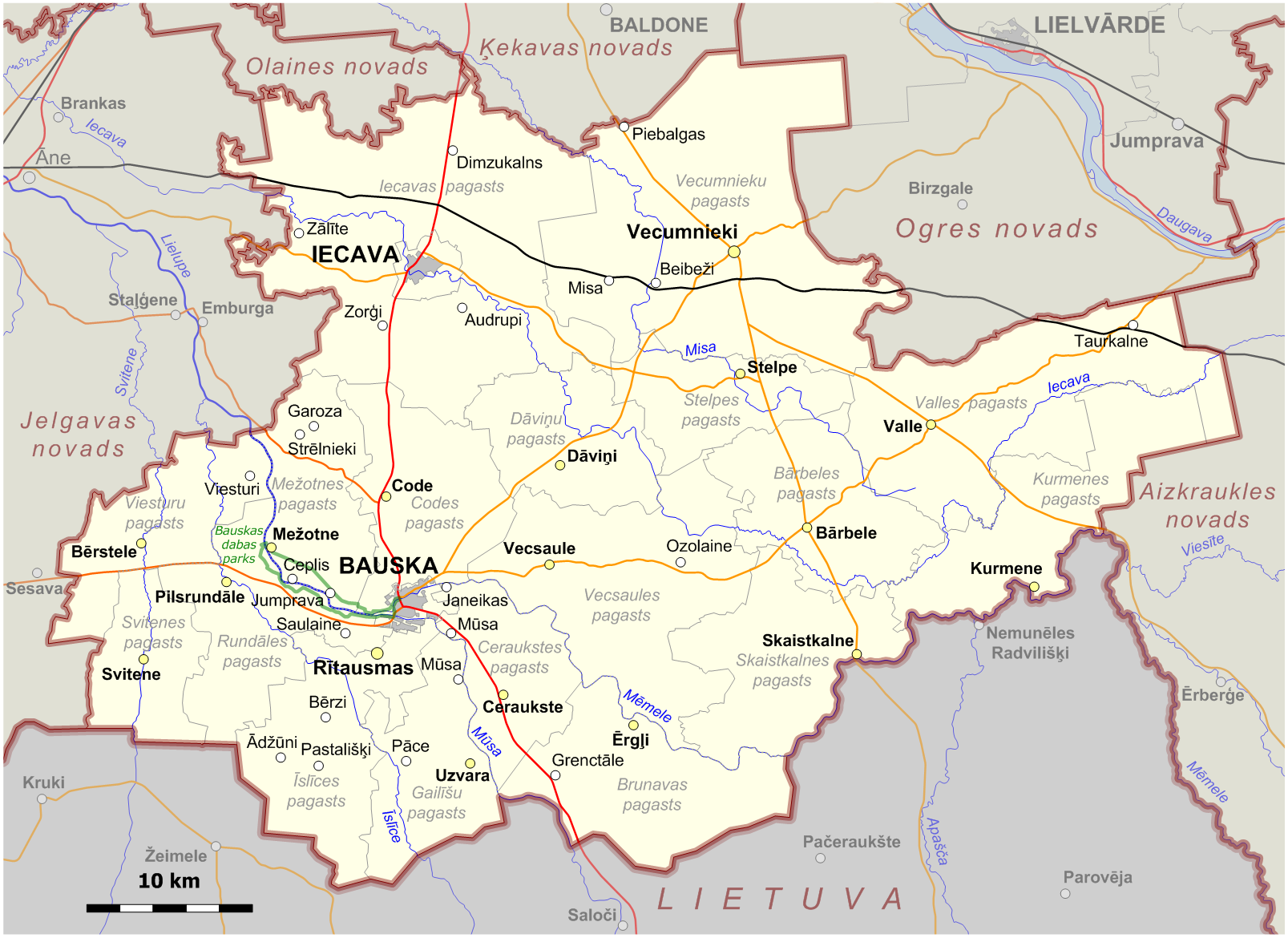
Carte de la municipalité de Bauska.

La municipalité s'étend sur 2 174,91 km2 au sud du pays et est bordée par la frontière avec la Lituanie.
Elle comprend les villes de Bauska et de Iecava, ainsi que les paroisses de Bārbele, Brunava, Ceraukste, Code, Dāviņi, Gailīši, Iecava, Īslīce, Kurmene, Mežotne, Rundāle, Skaistkalne, Stelpe, Svitene, Valle, Vecsaule, Vecumnieki et Viesturi.

### Municipalités et territoires limitrophes
| Olaine                        | Ķekava              | Ogre              |
| Jelgava                       | Bauska              | Aizkraukle        |
| Joniškis Pakruojis (Lituanie) | Pasvalys (Lituanie) | Biržai (Lituanie) |

## Histoire
La municipalité est créée le 1er juillet 2009 par la fusion de la ville de Bauska avec les paroisses de Brunava, Ceraukste, Code, Dāviņi, Gailīši, Īslīce, Mežotne et Vecsaule.
Le 1er juillet 2021, à la suite d'une réforme administrative et territoriale, elle est agrandie par la réunion à son territoire des anciennes municipalités de Iecava, Rundāle et Vecumnieki.

## Démographie
En 2009, la population s'élevait à 27 052 habitants. En 2024, après la fusion avec les municipalités voisines, la population s'élevait à 40 906 habitants.

## Politique et administration
La municipalité est dirigée par un conseil de dix-neuf membres, élus pour un mandat de quatre ans. Les dernières élections ont eu lieu le 7 juin 2025.